# 松阪鉄道デ31形電車

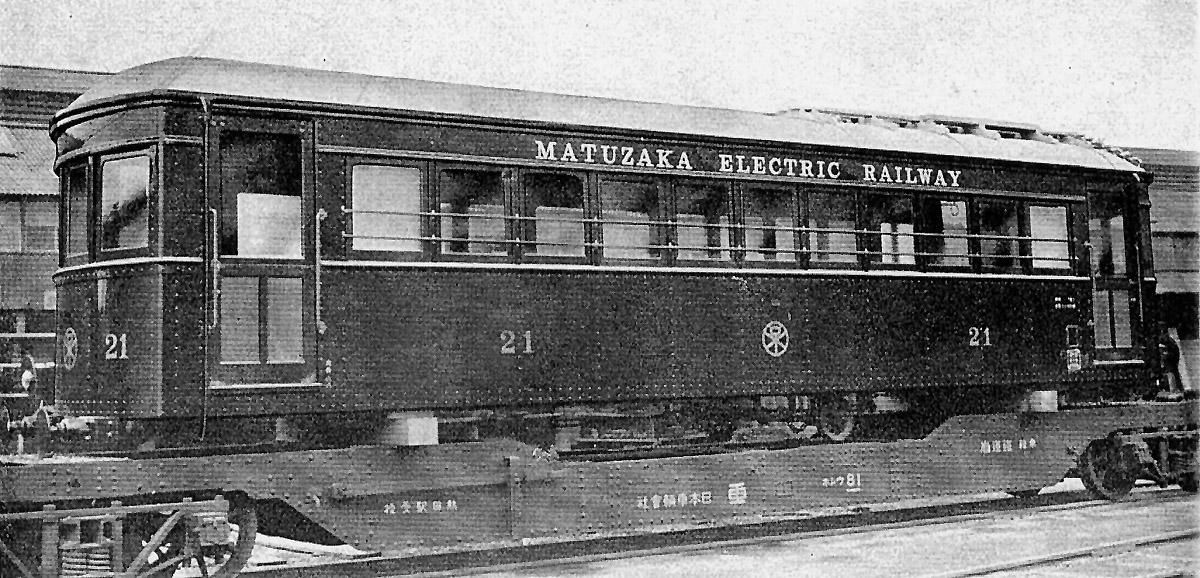
松阪鉄道フ21形フ21
メーカーカタログ写真。
竣工は社名変更前であるが、既に側面幕板部にMATUZAKA ELECTRIC RAILWAY（松阪電気鉄道）とレタリングされている。
出荷のため台車を外し大物車に積載状態。

松阪鉄道デ31形電車（まつざかてつどうデ31がたでんしゃ）は松阪鉄道（松阪電気鉄道への改名を経て三重交通へ合併。後に鉄道事業は三重電気鉄道へ分社）が自社線（後の三重電気鉄道松阪線）電化の際に新造した荷物合造電車の1形式。
電化から全線廃止まで松阪線の主力電動客車として使用された後、電装を解除されて三重電気鉄道の鉄道事業を継承した近畿日本鉄道（近鉄）にて内部・八王子線で使用された。
本項目では同時期に松阪鉄道が製造した、同系の付随車であるフ21形についても併せて記述する。

## 概要
1927年11月16日の松阪 - 大石間直流600V電化完成に備え、同年10月に名古屋の日本車輌製造本店で以下の5両が製造された。
- デ31形デ31 - デ33
荷物合造電動客車(Mc)。定員50名。
- フ21形フ21・フ22
付随客車(T)。定員68名。

## 車体
762mm軌間の軽便鉄道向けのため小柄な車体であるが、設計当時の日本車輌製造本店が中部地方から西日本にかけての地方私鉄各社へ供給していた電車の標準的な作風を示す。
型鋼材や鋼板を加工しリベットで組み立てた構体に、木製の内装や屋根を組み合わせた、11m級の半鋼製車体を備える。
窓配置はデ31形がD(1)7(1)D(1)D'、フ21形がD(1)9(1)D（D：客用扉、D'：荷物用扉、(1)：戸袋窓、数字：窓数）である。
窓は戸袋窓を除き1段上昇式で、窓寸法は高さ720mm、幅634mmである。窓の上下には補強用の帯板（ウィンドウヘッダー・ウィンドウシル）が露出して取り付けられている。なお、戸袋窓はすべて磨りガラスをはめており、それらを含む全ての側窓に保護棒が2本ずつ取り付けられている。
妻面は曲率の大きな丸妻で、この時代に一般的であった3枚窓構成を採用する。前照灯は白熱電球を1灯収めた筒型灯具を独立して屋根中央に取り付け、尾灯は妻面腰板下部の向かって左側に1灯を外付け式で取り付ける。
通風器はこの時代の小型車両で使用されていた、お椀形通風器と呼ばれる椀を伏せたような形状の丸形通風器で、これを各車の屋根上に4基設置する。ただし、大石寄りの1基については2形式ともパンタグラフ台との干渉を避けて車端部寄りにずらして設置しており、等間隔となっていない。
室内灯はこの時代の電車の通例通り白熱灯を使用し、3基については通風器直下に換気口と一体の灯具を設置するが、大石寄りの1基については、デ31形は荷物室中央に、フ21形は灯具が等間隔配置となる位置に、それぞれ設置している。
座席は全てロングシートである。
なお、デ31形と同様、フ21形についても床面同位置に主電動機点検用のトラップドアが設置されており、同形式については当初より電装が想定されていたことが見て取れる。

## 主要機器
非常に簡素な、路面電車並の機器構成となっている。

### 主電動機
30馬力級の直流直巻整流子電動機を、各台車の内側軸に外掛けで装架し、吊り掛け式駆動にて動力を伝達する。
もっとも、大師口以西に急勾配区間の存在する松阪線での運用、特に客車2両を牽引しての運用ではこの出力は不足気味であった。

### 制御器
ゼネラル・エレクトリック社製直接制御器を搭載する。勾配線区で運用される車両であるが、発電ブレーキ機能は搭載されていない。

### 台車
デ31形は日本車輌製造C-9軸ばね台車を、フ21形は日本車輌製造C軸ばね台車を、それぞれ装着する。

### ブレーキ
デ31形は客車牽引も実施したが、簡素な直通ブレーキと手ブレーキを搭載する。

### 集電装置
両形式とも、当初より菱枠パンタグラフを大石寄り屋根上に搭載する。
付随車であるフ21にも集電装置が搭載されているのは、デキ11形電気機関車の牽引する列車に用いられ、室内灯の電源が確保できないケースが存在したためである。

### 連結器
製造当時の松阪鉄道で標準であった、線路面からの高さ610mmの螺旋連環連結器を装着する。

## 運用
竣工後、松阪鉄道→松阪電気鉄道→三重交通と社名が変遷したが、本形式は松阪線で長く使用された。1944年2月11日の戦時統合による三重交通成立の際には、デ31形が762mm軌間線区用電動客車の初号形式とされ、以下の通り改番された。
- デ31形デ31 - デ33 → モニ201形モニ201 - モニ203
- フ21形フ21・フ22 → サ441形サ441・サ442

フ21形については戦時中から電装による電動客車への改造が申請されていたが、これは戦後まで実現せず、世相が安定してきた1949年にまずサ441がそのままモニ201形に準じた30馬力電動機2基搭載の電動客車に改造され、以下の通り改番された。
- サ441形サ441 → モ250形モ250

さらに1952年にはサ442が三重線（現在の近鉄湯の山線と内部・八王子線の総称）へ転用され、併せて三重線の在来電動客車と同様、客用扉位置を側窓1つ分ずつ内寄りに移設して窓配置を1D(1)7(1)D1へ改造した上で、台車を新扶桑金属工業KS-40Jを新造して交換、端子電圧375V時定格出力28.0kWの主電動機を4基搭載して電動車化され、以下の通り改番された。この時、余剰となった旧台車は三重線のサ371形サ371（後の近鉄モ240形モ241）に流用された。
- サ441形サ442 →モ260形モ260

その間、戦時中に側窓の2段上昇式への改造が実施され、さらに三重線からの客車転用の際に連結器を他線と共通のピン・リンク式連結器に交換、各車間で電灯給電を行うためのジャンパ線を設置、塗装も1色塗りから戦後は三重交通標準の上半分クリーム、下半分グリーンのツートンカラーに変更されるなど、様々な改造が実施されている。
1964年に実施された三重交通鉄道部門の分社による三重電気鉄道設立まで、モニ201 - モニ203・モ250は松阪線で、モ260は三重線で運用されていたが、同年12月の松阪線廃止でモニ201 - モニ203・モ250は内部・八王子線へ転用されることとなった。しかし、松阪線は直流600V電化であったため、これらの電動車はそのまま転用できなかった。また、三重線の改軌で直流750V対応の電動車も余剰を来していたことから、残存木造客車の淘汰を目的として、全車電装解除し付随車へ改造されることとなった。
これらは翌1965年4月に実施された三重電気鉄道の近畿日本鉄道への合併以降の竣工となったため、モ260形も含めて、以下の通り改番されている。
- モニ201形モニ201 - 203 → サニ110形サニ111 - サニ113
- モ250形モ250 → サ120形サ121
- モ260形モ260 → モ230形モ231

その後は全車とも内部・八王子線で使用されたが、1977年の北勢線近代化に伴う270系の新製投入と、これに伴って余剰となったモニ220形およびサ150形の内部・八王子線への大量転入で全車とも同年中に廃車・解体された。そのため全車とも現存しない。